# جون مک‌کلوی
جون مک‌کلوی (انگلیسی: June MacCloy؛ ‏ ۲ ژوئن ۱۹۰۹ – ۵ مهٔ ۲۰۰۵) بازیگر و خواننده اهل ایالات متحده آمریکا بود. وی بین سال‌های ۱۹۳۰ تا ۱۹۴۱ میلادی فعالیت می‌کرد. وی فرزند لوئیس مک‌کلوی بود که در استورگیس، میشیگان به‌دنیا آمد و  در تولیدو، اوهایو بزرگ شد.
از فیلم‌هایی که وی در آن‌ها نقش داشته است، می‌توان به دختران بی‌بندوبار، بگیر و تکانشان بده و آبشار نیاگارا اشاره نمود.